# Alberto Alesina
Alberto Francesco Alesina (né le 29 avril 1957 à Broni (Lombardie) et mort le 23 mai 2020 à New York (État de New York)) est un économiste italien
Il a principalement travaillé dans le champ de l'économie politique et des politiques budgétaires. Il enseignait à l'université Harvard.
Selon RePEc, Alberto Alesina a publié plus de 125 articles dans des revues à comité de lecture. Il totalise près de 28 000 citations et son indice h est de 79,. La revue dans laquelle il a le plus publié (19 articles) est l'American Economic Review. Il fait partie du top 15 des économistes les plus cités au monde.
Avant son décès, Alesina faisait régulièrement parti des favoris pour remporter le Prix Nobel d'économie.

## Biographie

### Jeunesse et études
Alberto Alesina commence des études d'économie en Italie à l'université Bocconi. Polyglotte, il maîtrise l'anglais et le grec ancien.
Il obtient en 1986 un Ph.D en économie à l'université Harvard.

### Parcours professionnel
Il rejoint alors le corps professoral de l'université Carnegie-Mellon puis en 1993 devient professeur permanent à l'université Harvard. Il a été entre 2003 et 2006 directeur du département d'économie de l'université.
Il est éditorialiste pour La Stampa (2003-2005), pour le quotidien Il Sole 24 Ore depuis 2005, pour LaVoce.info et pour Voxeu.org. Cinq de ses articles parus sur Voxeu.org ont été repris en français sur Telos-eu.com. Il a également travaillé pour le Fonds monétaire international, la Commission européenne ou la Banque mondiale.
Il est considéré en 1988 par le magazine britannique The Economist comme l'un des économistes susceptibles de remporter le « prix Nobel d'économie ».
Il collabore aux organismes suivants :
- Le National Bureau of Economic Research à Cambridge (Massachusetts)[11]
- Le Centre for Economic Policy Research à Londres[11]
- La société d'économétrie à Cleveland
- L'American Academy of Arts and Sciences à Cambridge (Massachusetts)

Il meurt le 23 mai 2020 d'une crise cardiaque à l'âge de 63 ans à New York.

## Travaux économiques
Ses principaux sujets d'étude portent sur des comparaisons macroéconomiques entre l'Europe et les États-Unis, les cycles politiques, la politique budgétaire, les unions monétaires, et les déterminants de la croissance, comme la taille d'un pays ou le calendrier électoral.
Spécialiste d'économie politique, il s'est intéressé à l'effet des mesures prises par les hommes politiques sur l'économie : en particulier dans Political Cycles and the Macroeconomy il distingue des « cycles politiques » et en étudiant leur influence sur la croissance économique, le chômage ou l'inflation. Les caractéristiques de ces effets sont similaires dans l'ensemble des pays développés selon Alesina. Il remet par ailleurs en cause la thèse selon laquelle les électeurs voteraient pour les hommes politiques qui amélioreraient la situation économique juste avant les élections, au détriment de la situation future.
Il est très critique du « modèle social européen » actuel, condamné selon lui au déclin s'il ne se réforme pas. Il développe dans The future of Europe, Reform or Decline l'idée selon laquelle il n'existe pas de « Troisième Voie » entre le modèle américain et européen; pour se réformer, l'Europe doit selon lui développer les incitations individuelles, accentuer le rôle du marché et permettre une plus grande mobilité des individus, en particulier pour que les pauvres ne soient plus « condamnés » à le rester.

## Publications (sélection)
- (it) Il liberismo è di sinistra (Le libéralisme économique est de gauche), 2007, avec Francesco Giavazzi
- (en-US) The future of Europe, Reform or Decline (L'avenir de l'Europe, réforme ou déclin), MIT Press, 2006, avec Francesco Giavazzi
- (en-US) The Size of Nations, MIT Press, 2003,  (ISBN 0-262-01204-9)
- (en-US) Political Cycles and the Macroeconomy, 1998, MIT Press, 302 p.,  (ISBN 0-262-51094-4)
- (en-US) Partisan Politics, Divided Government, and the Economy, 1995, Cambridge University Press,  (ISBN 0-521-43620-6)